# III-divisioona 2023
La III-divisioona 2023 è la 13ª edizione del campionato di football americano di quarto livello (giocato a 7 giocatori), organizzato dalla SAJL.

## Squadre partecipanti
| Club                | Città       | Stadio | Sponsor ufficiale | Risultato nella stagione 2022 |
| ------------------- | ----------- | ------ | ----------------- | ----------------------------- |
| Joensuu Wolves      | Joensuu     |        |                   |                               |
| Hämeenlinna Tigers  | Hämeenlinna |        |                   |                               |
| Malmi Blaze         | Helsinki    |        | Promesta          |                               |
| Porvoon Butchers II | Porvoo      |        |                   |                               |
| Sipoo Bulldogs      | Sipoo       |        |                   |                               |
| Wasa Royal A's      | Vaasa       |        |                   |                               |

## Stagione regolare

### Calendario

#### 1ª giornata
| Hämeenlinna 11 giugno 2023, ore 10:00 | Hämeenlinna Tigers | 8 – 28 (0-20 8-8) referto | Porvoon Butchers II | Pullerin keinonurmi |

| Hämeenlinna 11 giugno 2023, ore 14:00 | Porvoon Butchers II | 42 – 8 (14-0 28-8) referto | Joensuu Wolves | Pullerin keinonurmi |

| Hämeenlinna 11 giugno 2023, ore 13:00 | Joensuu Wolves | 52 – 8 (28-8 24-0) referto | Hämeenlinna Tigers | Pullerin keinonurmi |

#### 2ª giornata
| Helsinki 8 luglio 2023, ore 11:30 | Malmi Blaze | 38 – 0 (22-0 16-0) referto | Hämeenlinna Tigers | Selekta Areena |

| Helsinki 8 luglio 2023, ore 13:30 | Hämeenlinna Tigers | 0 – 50 (0-36 0-14) referto | Sipoo Bulldogs | Selekta Areena |

| Helsinki 8 luglio 2023, ore 15:30 | Sipoo Bulldogs | 12 – 14 (6-6 6-8) referto | Malmi Blaze | Selekta Areena |

#### 3ª giornata
| Joensuu 29 luglio 2023, ore 11:00 | Joensuu Wolves | 14 – 14 (8-14 6-0) referto | Malmi Blaze | Mehtimäen tekonurmi |

| Joensuu 29 luglio 2023, ore 13:00 | Malmi Blaze | 8 – 30 (0-14 8-16) referto | Wasa Royal A's | Mehtimäen tekonurmi |

| Joensuu 29 luglio 2023, ore 15:00 | Wasa Royal A's | 28 – 10 (22-2 6-8) referto | Joensuu Wolves | Mehtimäen tekonurmi |

#### 4ª giornata
| Porvoo 12 agosto 2023, ore 11:00 | Porvoon Butchers II | 24 – 16 (8-0 0-8 8-8 8-0) referto | Sipoo Bulldogs | Myllymäen urheilukenttä |

| Porvoo 12 agosto 2023, ore 12:00 | Sipoo Bulldogs | 30 – 0 (a tavolino) referto | Wasa Royal A's | Myllymäen urheilukenttä |

| Porvoo 12 agosto 2023, ore 14:00 | Wasa Royal A's | 0 – 30 (a tavolino) referto | Porvoon Butchers II | Myllymäen urheilukenttä |

### Classifica
La classifica della regular season è la seguente:
- PCT = percentuale di vittorie, G = partite giocate, V = partite vinte,  P = partite perse, PF = punti fatti, PS = punti subiti

| Pos. | Squadra             | PCT   | G | V | N | P | PF  | PS  |
| ---- | ------------------- | ----- | - | - | - | - | --- | --- |
| 1    | Porvoon Butchers II | 1.000 | 4 | 4 | 0 | 0 | 124 | 32  |
| 2    | Malmi Blaze         | .625  | 4 | 2 | 1 | 1 | 74  | 56  |
| 3    | Sipoo Bulldogs      | .500  | 4 | 2 | 0 | 2 | 106 | 38  |
| 4    | Joensuu Wolves      | .375  | 4 | 1 | 1 | 2 | 84  | 92  |
| 5    | Hämeenlinna Tigers  | .000  | 4 | 0 | 0 | 4 | 16  | 168 |
| -    | Wasa Royal A's      | .500  | 4 | 2 | 0 | 2 | 58  | 78  |

## Playoff

### Tabellone
Il seeding è stato calcolando escludendo gli incontri giocati contro i Wasa Royal A's.
|  | Semifinali | Semifinali          | Semifinali |                |   | XI Äijämalja        | XI Äijämalja    | XI Äijämalja    |  |
|  |            |                     |            |                |   |                     |                 |                 |  |
|  | 1          | Porvoon Butchers II | 38         |                |   |                     |                 |                 |  |
|  | 1          | Porvoon Butchers II | 38         |                |   |                     |                 |                 |  |
|  | 4          | Sipoo Bulldogs      | 24         |                |   |                     |                 |                 |  |
|  | 4          | Sipoo Bulldogs      | 24         |                | 1 | Porvoon Butchers II | 38              |                 |  |
|  |            |                     |            |                | 1 | Porvoon Butchers II | 38              |                 |  |
|  |            |                     | 3          | Joensuu Wolves | 0 |                     |                 |                 |  |
|  | 2          | Malmi Blaze         | 3          | Joensuu Wolves | 0 | 8                   |                 |                 |  |
|  | 2          | Malmi Blaze         |            |                |   | 8                   |                 |                 |  |
|  | 3          | Joensuu Wolves      | 16         |                |   | Finale 3º posto     | Finale 3º posto | Finale 3º posto |  |
|  | 3          | Joensuu Wolves      | 16         |                |   |                     |                 |                 |  |
|  |            |                     |            |                |   |                     |                 |                 |  |
|  |            |                     |            |                |   | 4                   | Sipoo Bulldogs  | 30              |  |
|  |            |                     |            |                |   | 4                   | Sipoo Bulldogs  | 30              |  |
|  |            |                     |            |                |   | 2                   | Malmi Blaze     | 0               |  |

### Semifinali
| Porvoo 26 agosto 2023, ore 11:00 | Porvoon Butchers II | 38 – 24 (22-8 16-16) referto | Sipoo Bulldogs | Myllymäen urheilukenttä |

| Porvoo 26 agosto 2023, ore 13:00 | Malmi Blaze | 8 – 16 (8-0 0-16) referto | Joensuu Wolves | Myllymäen urheilukenttä |

### Finale 3º - 4º posto
| Porvoo 26 agosto 2023, ore 15:00 | Malmi Blaze | 0 – 30 (0-030 0-0) referto | Sipoo Bulldogs | Myllymäen urheilukenttä |

### XI Äijämalja
| Porvoo 26 agosto 2023, ore 17:00 | Porvoon Butchers II | 38 – 0 (30-0 8-0) referto | Joensuu Wolves | Myllymäen urheilukenttä |

## Verdetti
- Porvoon Butchers II Vincitori dell'Äijämalja 2023